# Chilseok
Chilseok (칠석?, 七夕?, Ch'ilsŏkMR; lett. "settima sera") è una festa tradizionale coreana derivata dall'equivalente festival cinese di Qīxī, celebrata il settimo giorno del settimo mese del calendario lunisolare coreano.

## Storia
L'origine culturale del Chilseok è la fiaba popolare cinese La tessitrice e il bovaro. La storia racconta che un re celeste aveva una figlia, Jingnyeo (직녀?, 織女?), tessitrice di talento. Un giorno, guardando fuori dalla finestra mentre tesseva, vide, dall'altra parte della Via Lattea, un giovane bovaro, Gyeonu (견우?, 牽牛?), e se ne innamorò. Il re permise alla coppia di sposarsi, ma dopo le nozze Jingnyeo si rifiutò di tessere e Gyeonu smise di occuparsi delle mandrie. Furente, il re diede ordine che vivessero separati, permettendo un solo incontro all'anno, il settimo giorno del settimo mese. Giunta la data fatidica, corvi e gazze usarono le penne delle loro teste per creare un ponte sulla Via Lattea e permettere ai due sposi di incontrarsi, ragione per cui, secondo la credenza popolare, questi uccelli sono calvi. Sempre stando al folclore, la pioggia che cade durante il Chilseok è formata dalle lacrime di Jingnyeo e Gyeonu, addolorati di potersi rivedere soltanto per breve tempo.
Secondo lo storico Choe Nam-seon, il Chilseok è stato importato in Corea dalla Cina durante il regno di Gongmin di Goryeo (r. 1351-1374), che celebrava i jesa per Jingnyeo e Gyeonu insieme alla moglie.

## Usanze
Le tradizioni coreane per il Chilseok sono abbastanza diverse da quelle cinesi. L'unica che è stata ereditata dal vicino asiatico è l'usanza di disporre all'alba dei meloni e dei cetrioli su un tavolo e pregare Jingnyeo di rendere le donne abili nella tessitura: il desiderio si considera concesso se appare una ragnatela sul cibo. Alternativamente si prega davanti a un vassoio di cenere appoggiato su una pentola di coccio piena di acqua purificata, e il giorno successivo si controlla se la cenere è stata smossa.
Le famiglie preparano miljeonbyeong (frittelle di frumento), frutta fresca e una pentola d'acqua purificata davanti a cui pregare per la longevità dei suoi componenti e la pace. Nelle regioni settentrionali si organizzano grandi celebrazioni funebri e riti propiziatori per il raccolto, mentre in quelle centrali si assume una sciamana che preghi per la buona crescita dei bambini. Nelle fattorie, gli abiti e i libri diventati umidi durante la stagione dei monsoni vengono esposti al sole ad asciugare.
Tradizionalmente, nella giornata del Chilseok i coreani fanno un bagno per favorire la buona salute e mangiano alimenti a base di farina di frumento, giacché passata questa data il grano perde di qualità a causa del freddo.
Durante l'epoca Joseon (1392-1897), i funzionari ricevevano in dono del tè verde, il palazzo organizzava un banchetto e gli studenti confuciani dell'Accademia Nazionale tenevano un rituale, mentre in epoca moderna la festa è indirizzata prevalentemente ai bambini e serve solo per ricordare la leggenda di Gyeonu e Jingnyeo.